# 近江鉄道モハ131形電車
近江鉄道モハ131形電車（おうみてつどうモハ131がたでんしゃ）は、かつて近江鉄道に在籍していた、戦後間もなく親会社の西武鉄道より譲り受けた木造車を前身とする電車（制御電動車）である。
本項では、モハ131形電車と同様に西武鉄道から譲渡された木造車を種車とする制御電動車モハ105形電車・モハ201形電車（初代）、および制御車クハ1201形電車（初代）について記述するとともに、上掲各形式の車体鋼体化以降の形式であるモハ131形電車・モハ133形電車・クハ1205形電車・クハ1207形電車・クハ1208形電車・クハ1212形電車・クハ1213形電車・クハ1214形電車・クハ1216形電車の各形式の動向についても詳述する。

## 導入に至る背景
近江鉄道は、日中戦争の激化に伴う戦時体制下に公布された陸上交通事業調整法の主旨に基づき、1944年（昭和19年）3月1日付で八日市鉄道（近江八幡 - 御園間11.5km、現・近江鉄道八日市線）を戦時統合したが、従来近江鉄道が保有する路線が架線電圧1,500V規格による電化路線であったのに対し同路線は非電化路線であり、また既存の近江鉄道の路線と直接連絡していなかったことから車両運用上不都合が生じた。そのため近江鉄道においては八日市線の新八日市駅から分岐して近江鉄道本線の八日市駅に至る延長0.6kmの連絡線を建設するとともに、八日市線全線の電化工事を1945年（昭和20年）5月2日付認可で開始、電化工事は翌1946年（昭和21年）1月1日付で、連絡線は同年8月2日付でそれぞれ完成・開通した。
これらは当時御園駅付近に存在した大日本帝国陸軍所有の八日市飛行場への戦時輸送体制強化という名目で実施された工事であったが、前述の通り工事の完成は1945年（昭和20年）8月15日の太平洋戦争終戦の後にずれ込むこととなった。また工事の完成に伴って必然的に電車の増備が必要となったものの、時節柄車両の新規導入は非常に困難な状況にあり、さらに既存の車両についても戦中の酷使に起因する故障の頻発によって車両稼働率が低下、近江鉄道における車両事情は極めて逼迫した状況に陥った。
このような状況下、近江鉄道の親会社である西武鉄道は同社の救済名目で1946年（昭和21年）12月にモハ105形105を、翌1947年（昭和22年）6月にはモハ105形106の計2両の電車を貸与した。当時は西武鉄道においても戦中の酷使に起因する在籍する車両の故障発生率増加および稼働率低下に伴う車両不足に悩まされていた時期であり、同2両が1923年（大正12年）製の老朽木造車であったとはいえ子会社の救済に回さざるを得なかったことは、それだけ近江鉄道における車両事情が悪化していたことを示す端的な事例であった。
1948年（昭和23年）5月には西武鉄道よりモハ201形201・202が貸与され、同年8月14日付認可によって前述モハ105・106を正式に譲り受け、1949年（昭和24年）6月には前述モハ201・202を正式に譲り受けたほか、同年8月20日付認可でモハ131形131・132を新たに譲り受けた。ただし、このうちモハ105・106については老朽化に起因する主要機器の故障を頻発し現場から不評を買ったことから、1949年（昭和24年）11月1日付認可によって西武鉄道へ返還された。さらに上記電動車各形式と編成する制御車として、1949年（昭和24年）11月から1950年（昭和25年）4月にかけてクハ1201形1201 - 1204（クハ1201・1203は初代）の貸与を受け、同年6月5日付認可で正式に譲り受けた。これらの車両は正式譲渡後も形式称号および車両番号（以下「車番」）は変更されず、モハ131形131・132、モハ201形（初代）201・202、およびクハ1201形（初代）1201 - 1204として、いずれも西武鉄道在籍当時の原形式・原番号のまま運用された。
上記各形式による運用実績から、従来の近江鉄道においては連結運転を行なう場合、電化以前の蒸気動力当時から運用される木造客車を電動車が牽引する形態であったものを、終端駅における機回しが不要となる電動車・制御車の組み合わせによる運行に全面的に改めることとなり、1955年（昭和30年）9月から1957年（昭和32年）3月にかけて、西武鉄道よりクハ1251形1252・1254 - 1260およびクハ1201形1203（2代）の計8両を譲り受けた。これまでの西武鉄道からの譲渡車両はいずれも西武鉄道在籍当時の車番を踏襲し、車籍も西武鉄道からのものを継承して導入されたが、同8両については近江鉄道に在籍した木造客車の車籍を継承して改造名義で落成し、形式・車番もクハ1201形1205 - 1212（クハ1210は初代）と統合・改番された。
延べ18両が導入された西武鉄道より譲り受けた木造車各形式は、後年の車体載せ替えおよび車体新製による鋼体化改造に際して実施された複雑な改番および形式区分を経て、2004年（平成16年）まで在籍した。

## クハ1201形の種車について
クハ1201形（初代）のうち、従来在籍した木造客車の改造名義で竣功したクハ1205 - 1212の種車対照は以下の通りである。
|          | 名義上の種車 | 車体流用元   | 竣功年月  |          | 名義上の種車 | 車体流用元     | 竣功年月  |
| クハ1205 | フホハ27     | 西武クハ1257 | 1956年1月 | クハ1209 | フホハユニ31 | 西武クハ1254   | 1956年1月 |
| クハ1206 | フホハ28     | 西武クハ1259 | 1956年1月 | クハ1210 | フホハニ32   | 西武クハ1252   | 1956年1月 |
| クハ1207 | フホハ29     | 西武クハ1260 | 1956年1月 | クハ1211 | フホハニ33   | 西武クハ1255   | 1956年1月 |
| クハ1208 | フホハユニ30 | 西武クハ1258 | 1956年1月 | クハ1212 | フホハ26     | 西武クハ1203II | 1957年3月 |

種車となった8両の客車のうち、フホハ26・27を除く6両はいずれも近江鉄道が開業および路線延長に際して1897年（明治30年）と1900年（明治33年）の二度にわたって新製した2軸木造客車を前身とし、1913年（大正2年）9月5日付認可で「い1・2」「は1 - 10」の12両を種車として2両分の台枠を接合し4軸ボギー客車6両（フホハ28・29、フホハユニ30・31、フホハニ32・33）へ改造した客車群である。一方フホハ26・27は1914年（大正3年）10月6日付認可により加藤車両製作所において改造後の同6両と同等の木造車体を新製した純新車であった。
以上8両の4軸ボギー木造客車は、1928年（昭和3年）4月の全線電化完成後は用途を失い、一旦全車とも運用を離脱したが、1930年（昭和5年）10月以降に電車の増結用車両として順次運用に復帰した。戦後、木製台枠を用いるフホハニ32・33および木鋼併用台枠を用いるフホハ28・29・フホハユニ30・31の6両に対して廃車となった貨車の解体発生品である鋼材を転用して台枠補強が実施されるなど手を加えられつつ運用されたが、前述の通り電動車・制御車の組み合わせによる運行に全面的に改める方針が策定されたことに伴って、フホハ27 - 29・フホハユニ30・31・フホハニ32・33の7両が1956年（昭和31年）1月19日付認可により西武クハ1251形の車体を流用してクハ1205 - 1211（クハ1210は初代）へ改造され、旧車体は廃棄された。同7両は導入当初は付随車ハ1205 - 1211という記号番号が付与されたが、これらは書類上の扱いに過ぎず、現車はいずれも当初から制御車として落成した。
フホハ26については状態が比較的良好であったことから改造対象から外れ、1956年（昭和31年）7月に未認可のまま制御車化改造を実施しクハ1212と記号番号を改めて継続使用されたが、1957年（昭和32年）3月に西武クハ1203（2代・旧番クハ1253）の車体を流用して更新され、旧車体は廃棄された。書類上の扱いは車体換装時に制御車化改造を実施したこととされ、1957年（昭和32年）4月21日付認可で竣功したクハ1212の名義上の種車は「クハ1212」ではなく「フホハ26」となっている。

## 車体
いずれも全長16m級の鉄骨木造車体を備え、制御電動車モハ131形・モハ201形は両側妻面に運転台を有する両運転台構造、制御車クハ1201形は片側妻面にのみ運転台を有する片運転台構造である。いずれも側面3箇所に片開式の手動客用扉を備える3扉構造で、車内はロングシート仕様、車体塗装は西武鉄道在籍当時と同様に下半分をマルーン・上半分をイエローとした2色塗りである。
モハ131形は西武鉄道の前身事業者である武蔵野鉄道が発注した1925年（大正14年）10月製の制御電動車デハ130形を、モハ201形は1926年（大正15年）10月製の制御車サハ135形（のち電動車化されデハ135形）をそれぞれ前身とする。製造はいずれも汽車製造東京支店で、両妻面の雨樋が円弧を描いた形状となっている点が特徴である。屋根部は二重屋根（ダブルルーフ）構造で、運転台部分には乗務員扉を備え、側面窓配置はdD222D222Dd（d：乗務員扉、D：客用扉）である。また両形式とも導入当初は原形通り進行方向右側に運転台を備えていたが、運用開始後程なく運転台を左側に移設する改造を施工した。
クハ1201形のうち、クハ1201 - 1204は武蔵野鉄道が同社路線の電化完成に際して、1922年（大正11年）6月に梅鉢鉄工所（後の帝國車輛工業）において新製した制御電動車デハ100形を前身とする。前面雨樋は直線形状で、屋根部は二重屋根構造、側面窓配置はdD42D222D1である。同4両についても運用開始後に運転台を原形の右側から左側に移設する改造を施工した。
クハ1205 - 1212（クハ1210は初代）は西武鉄道の前身事業者である（旧）西武鉄道が同社路線の電化完成に際して、1927年（昭和2年）1月に新製した制御電動車モハ500形を前身とする。屋根部は前記3形式とは異なり浅い一重屋根（シングルルーフ）構造を採用し、前面雨樋は直線形状、側面窓配置dD33D33D1である。またクハ1211（元西武クハ1255）のみは（旧）西武鉄道モハ504であった当時の1938年（昭和13年）に火災により車体を焼失し、復旧に際しては鉄道省より払い下げを受けた木造客車の廃車発生品を流用して車体を新製したことから、車体外観が他車とは大きく異なり、側面窓配置はdD43D34D1であった。同8両については当初より自動扉仕様で導入され、また西武鉄道在籍当時より運転台を妻面中央部に備えており、運転台の移設は行なわれなかった。

## 主要機器
モハ131形・モハ201形はゼネラル・エレクトリック (GE) 社製Mコントロールの系譜に属する電空カム軸式の自動進段式制御装置RPC-101（GE製もしくは芝浦製作所製）を、GE製のGE-244A主電動機もしくは同機種の国内ライセンス生産版である芝浦製作所製SE-102主電動機（定格出力105HP = 85kW）をそれぞれ搭載する。
制動装置はGE社開発のJ三動弁を採用するAVR (Automatic Valve Release) 自動空気ブレーキ、もしくはGE社とライバル関係にあったウェスティングハウス・エア・ブレーキ社開発のM三動弁を採用するAMM / ACM自動空気ブレーキを搭載する。
台車はモハ131形・モハ201形が鉄道院制式台車DT10系の、クハ1201形1201 - 1204が同TR10系の基本設計をそれぞれ踏襲し、固定軸間距離を縮小した独自仕様による釣り合い梁式台車を装着した。これらはいずれも西武鉄道在籍当時からの装備品であったが、クハ1201形1205 - 1212（クハ1210は初代）については導入に際して名義上の種車となった木造客車より流用したTR10台車および各種雑形台車に換装された。
また、クハ1205 - 1208・1212の5両については、1956年（昭和31年）2月から翌1957年（昭和32年）7月にかけて台車を汽車製造製の軸ばね式台車BW-54-18Lへ換装した。同台車は高野山電気鉄道が同社の路線開業に際して新製した101形電車が落成当初装着した台車であり、後年の台車換装に伴って西武鉄道および京福電気鉄道へ転売されたものを近江鉄道が入手したものであった。同台車は原設計が路面電車用台車そのものであったことから高速運転には適さないという致命的な弱点を抱えており、後述する鋼体化改造に際してはいずれもTR11台車に換装され、BW-54-18L台車を含む木造車体当時に装着した旧台車は全て廃棄された。

## 導入後の変遷
導入後は前述運転台位置移設のほか、客用扉が手動扉であった車両については戸閉装置（ドアエンジン）設置による自動扉化が実施され、モハ201・202およびクハ1201 - 1204が1956年（昭和31年）8月3日付認可で、モハ131・132が翌1957年（昭和32年）8月14日付認可でそれぞれ施工された。さらにモハ131・132およびクハ1203・1204を対象に1957年（昭和32年）8月14日付認可で屋根部のシングルルーフ化改造が実施され、クハ1203・1204についてはクハ1214・1215と改番された。もっとも、同時期には後述する鋼体化改造計画が具体化したことから以降同様の改造は実施されず、またクハ1201・1202については同日付でシングルルーフ化改造認可を得たものの結局施工されずに終わった。

### 鋼体化改造
1956年（昭和31年）11月に近江鉄道本線と並行する日本国有鉄道（国鉄）東海道本線の全線電化が完成、80系電車が運用を開始した。それに伴って本項にて扱う各形式を含む近江鉄道の保有する木造電車群が著しく見劣りするようになったことに加え、運輸省（当時）より車両不燃化対策に関する通達が下ったことにより木造車の代替を推進せざるを得なくなったことから、近江鉄道においては木造車体を有する各形式に対する修繕工事を取り止め、1958年（昭和33年）より車体の鋼体化改造を開始した。
初期の鋼体化改造はいずれも西武鉄道および西武鉄道傘下の所沢車両工場より購入した半鋼製もしくは全鋼製の中古車体を旧車体と載せ替える形で実施されたが、1961年（昭和36年）3月に落成したクハ1212は自社彦根工場において車体を新製し、次いで同年6月に落成したモハ132・クハ1215よりいわゆる湘南型の前面形状を特徴とする外観デザインを確立、同デザインは「近江形」と称される標準形車体として、以降の車体新製による鋼体化改造車に踏襲された。
以下、鋼体化改造の施工順に改造の内容など詳細を記す。

#### モハ201・202・クハ1201・1202
1958年（昭和33年）に西武鉄道よりモハ241形241・242ならびにクハ1241形1241・1242を譲り受け、それぞれモハ201形201・202およびクハ1201形1201・1202の車籍を継承し、モハ133形133・134およびクハ1216形1216・1217として同年5月19日付認可で竣功した。
西武モハ241形・クハ1241形は武蔵野鉄道デハ5560形・サハ5660形として1928年（昭和3年）6月に川崎車輌（現・川崎重工業）において新製された全鋼製車で、横幅1,080mm幅の大型一段窓を外観上の特徴とし、また落成当初はクロスシートを装備する武蔵野鉄道の看板車両であった。
各車とも種車の鋼体化名義で竣功したものの、実際には西武モハ241形・クハ1241形の車体および主要機器と、国鉄払い下げ品のDT10・TR11台車ならびにMT4主電動機を組み合わせて導入され、種車から継承したものは車籍のみである。同4両と入れ替わりにモハ201・202およびクハ1201・1202は西武鉄道へ返還されており、実態は現車振り替えであった。また同4両は前述の通りモハ241形・クハ1241形が西武鉄道在籍当時に搭載した主要機器について手を加えずに導入した都合上、制御方式がウェスティングハウス・エレクトリック (WH) 社が開発した電空単位スイッチ式の手動進段式制御（HL制御）に変更された。

#### クハ1205・1206・1208
クハ1205・1206はデハニ1形4（初代）・7とともに、1960年（昭和35年）に西武鉄道より譲り受けたモハ211形211 - 214の車体を流用して同年2月27日付認可で鋼体化改造を実施、モハ4（初代）-クハ1206およびモハ7-クハ1205の2両編成を組成した。またクハ1208はデハニ1形9とともに1963年（昭和38年）に同じく西武鉄道より譲り受けたクハ1211形1213・1216の車体を流用して同年11月7日付認可で鋼体化改造を実施、モハ9-クハ1208の2両編成を組成した。同3両は車番の変更は行なわれなかったものの、車体換装に際してクハ1205・1206がクハ1205形、クハ1208がクハ1208形とそれぞれ形式区分された。
西武モハ211形は武蔵野鉄道デハ320形・サハ325形として1926年（大正15年）10月に川崎造船所において新製された武蔵野鉄道初の半鋼製車両であり、クハ1211形は前述2形式の増備形式として1927年（昭和2年）3月に日本車輌製造において新製されたデハ1320形・サハ2320・サハニ3323形を前身とする。
いずれも従前の木造車体は台枠を含めて廃棄され、また車体振替えに際しては台車を含めて種車より流用された部品は存在せず、鋼体化改造は名義上の扱いに過ぎない。

#### クハ1212
上毛電気鉄道クハ1060型1061が西武所沢車両工場において実施した鋼体化改造に際して不要となった旧台枠を購入、西武所沢車両工場の技術協力を得て自社彦根工場において片運転台構造の車体を新製し、クハ1212形1212として1961年（昭和36年）3月31日付認可で竣功した。彦根工場はこれまで鉄道車両の製造経験はなく、クハ1212が自社製造車両の第一号車となった。
新製した車体は構体主要部分を普通鋼とした半鋼製で、前面は湘南型の流儀を取り入れた非貫通設計の2枚窓構造で緩い円弧を描く丸妻形状、前照灯は埋込型の白熱灯一灯式で前面上部中央に設置、側面には1,070mm幅の片開客用扉を2箇所備える2扉構造で窓配置はd2D8D2と、以降彦根工場において新製された車両の基本形はクハ1212において確立された。もっとも、以降の新製車両と比較すると湘南型の特徴である前面上半分の傾斜がないことや、雨樋の位置が低くかつ前面まで雨樋が回っていることなど各部に相違点を有した。

#### モハ131・132・クハ1214・1215
前述クハ1212に次いで、1961年（昭和36年）6月にモハ132-クハ1215が、翌1962年（昭和37年）2月にモハ131-クハ1214がそれぞれ落成し、いずれも2両編成を組成した。車体換装後は、モハ131・132は鋼体化以前と同様にモハ131形を称し、クハ1214・1215については車番はそのままにクハ1214形と形式区分された。
いずれも種車の台枠および主要機器を流用して車体を新製する形で鋼体化改造が実施され、新製された車体は制御電動車モハ131形・制御車クハ1214形ともに片運転台構造である。車体はクハ1212の基本設計を踏襲しつつ、当時の西武鉄道における代表形式であったモハ501形の影響を受け、前面形状を上半分に傾斜を設けた純然たる湘南型デザインに変更した点が特徴である。その他、側面の開閉可能窓をアルミサッシとしたほか、雨樋を側面にのみ設置して前面は張り上げ屋根構造とするなど、クハ1212と比較して全体的に洗練された外観となり、前述の通り同4両において確立された外観デザインは「近江形」と称されることとなった。側面窓配置はいずれもクハ1212同様d2D8D2である。また、モハ131-クハ1214においては戸袋窓がサッシ窓からHゴム固定支持窓に改良された。
最初に落成したモハ132-クハ1215においては、白熱灯式の前照灯を前面腰板部に左右一灯ずつ配し、前面幕板部に行先表示器を設置するなど新たな設計が取り入れられた。しかし、2灯式の前照灯が夜間の踏切において自動車と誤認されることによる衝突事故を誘発する危険性が懸念されたことから、次いで落成したモハ131-クハ1214においてはクハ1212同様に埋込型の白熱灯一灯式の前照灯として行先表示器は廃止され、モハ132-クハ1215についても1962年（昭和37年）中に同形態に改造された。
なお、同2編成は制御電動車モハ131形が米原寄り先頭車となっており、後に導入された片運転台構造の電動車各形式がいずれも貴生川・近江八幡側の妻面に運転台を備える形態とされたこととは異なる。

#### クハ1207
上信電気鉄道クハニ20形クハニ21が西武所沢車両工場において実施した車体更新に際して不要となった旧車体を購入、1962年（昭和37年）1月26日付認可で鋼体化改造を実施し、車体換装後はクハ1207形1207と形式区分された。
上信電気鉄道クハニ21は、豊川鉄道が1927年（昭和2年）に川崎造船所において新製した、いわゆる「川造型」の全鋼製車モハ20形21を前身とし、戦時買収に伴って国鉄籍に編入されモハ1600形1601と改番されたのち、1957年（昭和32年）に廃車となり翌1958年（昭和33年）2月に上信電気鉄道へ払い下げられクハニ21として導入されたものであった。近江鉄道への導入に際しては前面の非貫通構造化ならびに2枚窓化が施工され、クハ1212に類似した妻面の見付となった。側面窓配置はdD6D6D1である。
クハ1205・1206・1208の例と同様、従前の木造車体は台枠を含めて廃棄され、また車体振替えに際しては台車を含めて種車より流用された部品は存在せず、鋼体化改造は名義上の扱いに過ぎない。

#### クハ1209 - 1211
同3両は1964年（昭和39年）6月から1965年（昭和40年）11月にかけて、前述モハ131・132・クハ1214・1215と同様の手法により車体を新製、竣功に際して旧番順にクハ1218 - 1220と改番され、クハ1213形と形式区分された。同3両は同時に車体を新製したデハニ1形3・4・6を種車とするモハ1形3・4・6とともに2両編成を組成し、モハ3-クハ1220・モハ4-クハ1219・モハ6-クハ1218と編成された。車体外観は前述モハ131・クハ1214と同一の「近江形」であるが、種車の相違から全長が若干異なる。
なお、クハ1213形には同3両のほか、木造客車ハニ1（2代）の鋼体化名義で1963年（昭和38年）8月26日付認可で新製されたクハ1213、および種車を持たず新製名義で1966年（昭和41年）3月に竣功したクハ1221・1222の3両が含まれる。ハニ1（2代）は八日市鉄道の前身事業者である湖南鉄道が開業に際して新製した工藤式蒸気動車キロハ1（書類上はキロハ2）を前身とし、戦後に機関を撤去して客車化され、のちに未認可のまま制御車化改造を実施したものであった。また同車は前述したフホハ26改造のクハ1212同様、制御車化改造当時・鋼体化改造以前より「クハ1213」の記号番号を称した可能性が指摘されている。
いずれも車体外観は「近江形」であり、同時に竣功したデハニ1形1・2・5を種車とするモハ1形1・2・5とともに2両編成を組成し、モハ1-クハ1213・モハ2-クハ1222・モハ5-クハ1221と編成された。

### 鋼体化改造の動向

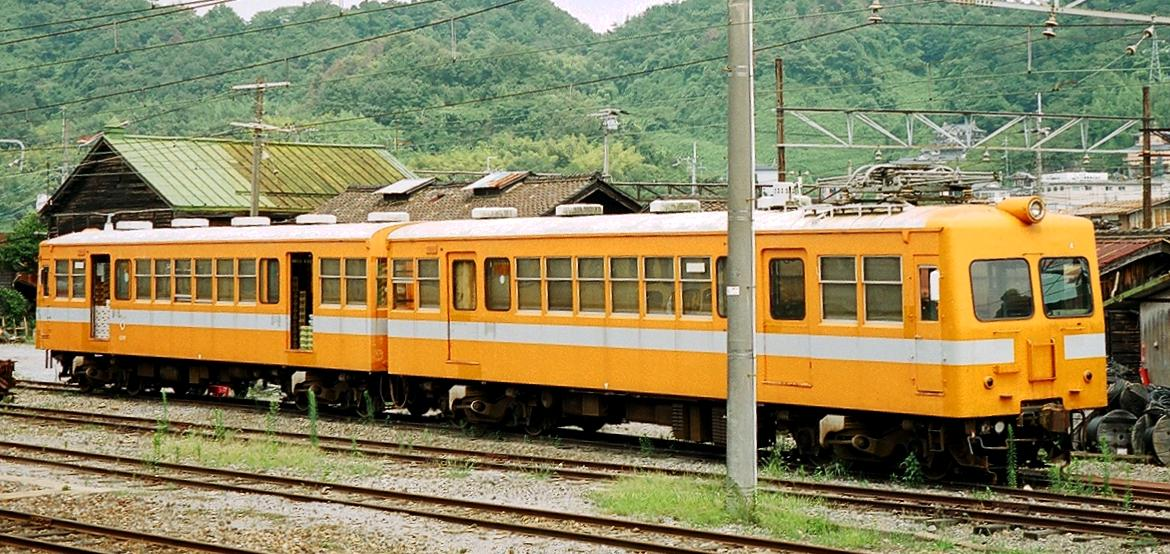
新塗装化・ワンマン化・台車換装を経た最晩年のモハ4-クハ1219編成
（彦根駅 2000年5月）

以上の経緯により、西武鉄道より譲り受けた木造車各形式は全車とも鋼体化改造を実施された。また、鋼体化改造施工時期において親会社である西武鉄道における車体標準塗装がローズレッドとウォームグレーの2色塗装、いわゆる「赤電塗装」に変更されたことに伴い、近江鉄道に在籍する全形式についても順次同塗装への塗り替えが実施されたほか、モハ131形・クハ1214形以降は鋼体化改造竣功当初より同塗装で出場した。
全車とも鋼製車体で統一された各形式であるが、元西武モハ241形・クハ1241形の車体を流用したモハ133形・クハ1216形は西武鉄道在籍当時に実施された3扉化改造などの影響により車体の状態が非常に悪かったことから、一連の鋼体化改造が完了した翌年の1966年（昭和41年）9月16日付認可でモハ133・クハ1216がモハ135形135・クハ1210形1210（2代）の竣功に際して同2両への改造名義により事実上廃車となった。残るモハ134・クハ1217についても1969年（昭和44年）4月28日付認可による500系モハ501・クハ1501への改造名義で事実上廃車となり、モハ133形・クハ1216形は形式消滅した。次いで元西武モハ211形の車体を流用したクハ1205形についても500系新製に際して名義上の種車となり、クハ1206が1970年（昭和45年）11月24日付認可によって500系クハ1500形1502へ、クハ1205が1973年（昭和48年）1月30日付認可によってクハ1500形1503へそれぞれ名義を譲って事実上廃車となった。さらにクハ1212形1212については1969年（昭和44年）度に十和田観光電鉄への譲渡が計画されたものの結局実現せず、1973年（昭和48年）に導入されたモハ203形204の名義上の種車となってこちらも事実上廃車となった。
一方で早期に他形式への改造種車とならなかった各形式については、1969年（昭和44年）以降台車軸受部を平軸受（プレーンベアリング）仕様からコロ軸受（ローラーベアリング）仕様に改良する工事が1971年（昭和46年）3月にかけて順次実施された。さらに国鉄および西武鉄道から購入した中古部品によって電動車の台車のDT12 (TR25) 化および制御車の台車のTR11化・制御装置の電空カム軸式CS5への換装および弱め界磁接触器CS9の新設・主電動機のMT15C・MT15E（端子電圧750V時定格出力104kW）への統一、制動弁のA弁への換装に伴うAMA / ACA自動空気ブレーキ化など、各種改造が施工された。
クハ1207形1207は1981年（昭和56年）7月24日付認可によってクハ1500形1505の名義上の種車となり事実上廃車となったが、残る各形式については、1983年（昭和58年）5月に竣功した500系モハ506-クハ1506がオレンジイエローを基調色とした新塗装で落成したことに伴い、クハ1208形1208を除く全車がオレンジイエロー地にシルバーグレーの帯を腰板部へ配した新塗装に順次変更された。また1983年（昭和58年）4月には滋賀県が実施した観光キャンペーンへの協賛企画としてモハ132-クハ1215が白地にチューリップのイラストをあしらった特別塗装に変更された。同塗装が好評を博したことから、同年7月よりモハ131-クハ1214を白地にカブトムシなど昆虫のイラストをあしらった「昆虫電車」として運行した。また1985年（昭和60年）9月の滋賀県観光キャンペーンに際してはモハ131-クハ1214が白地に琵琶湖特産の鮎のイラストをあしらった「わかあゆ号」となった。

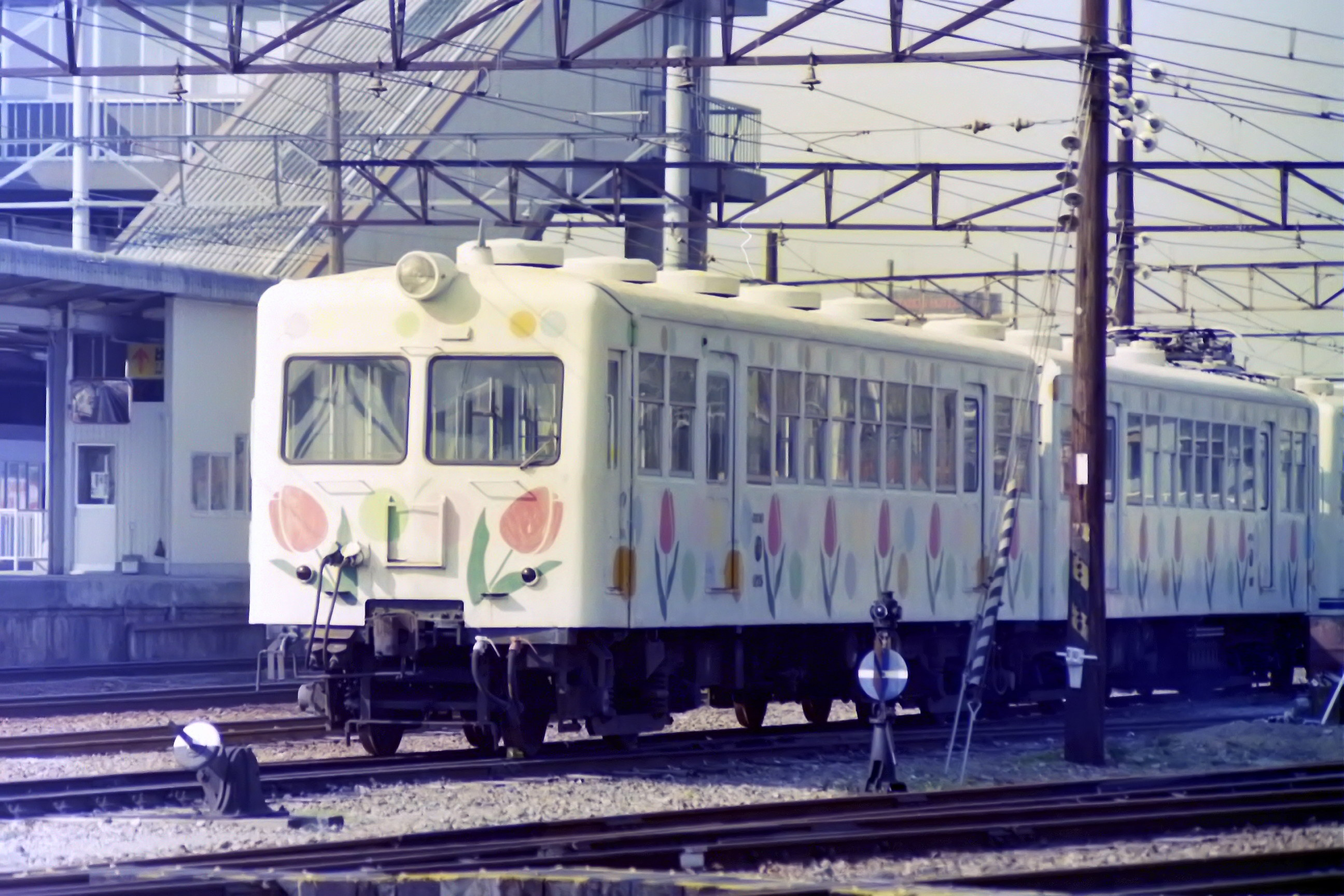
クハ1215　1988年4月

経営合理化を目的として1987年（昭和62年）5月1日より近江鉄道全線でワンマン運転が実施されたことに伴い、クハ1208形1208およびモハ132-クハ1215の3両を除く残存する全車を対象にバックミラーおよび車内運賃箱新設などワンマン運転対応改造を実施、さらに1988年（昭和63年）から翌1989年（平成元年）にかけてワンマン運転対応編成を対象に台車の空気ばね台車化および制動装置の電気指令式空気ブレーキ (HRD) 化が施工された。換装された台車は西武鉄道より購入した、住友金属工業製の車体と枕ばねの間に枕梁（上揺れ枕）を設けたインダイレクトマウント式のペデスタル型台車FS40で、同台車は500系全編成を含む近江鉄道に在籍する大半の車両に装着され、一時期における近江鉄道の標準型台車となった。
稼動編成に対しては上記改造が施工される一方、老朽化が著しく1980年代以降運用から離脱し長期間休車状態にあったクハ1208形1208は編成相手であるモハ9形9とともに1990年（平成2年）12月27日付で除籍され、全線ワンマン化以降運用から離脱し台車換装および制動装置改良の対象から漏れたモハ132-クハ1215が1993年（平成5年）6月18日付認可で800系モハ801-クハ1801への改造名義により事実上廃車となった。また、各種改造を施工した編成についても、1995年（平成7年）2月16日付認可でモハ131がモハ220形225への改造名義で事実上廃車となったことを皮切りに、従来車の代替目的で導入された800系への改造名義によって順次淘汰が実施され、改造名義・車籍継承の対象外となった車両を含めて2004年（平成16年）までに全廃となった。

## 主要諸元
木造車体当時
|              | モハ131形        | モハ201形 （初代） | クハ1201形 （初代） | クハ1201形 （初代）     |
| 車番         | 131・132         | 201・202           | 1201 - 1204         | 1205 - 1212             |
| 車両定員     | 110人            | 110人              | 107人               | 112人                   |
| 全長         | 16,015 mm        | 15,860 mm          | 15,860 mm           | 16,820 mm               |
| 全幅         | 2,758 mm         | 2,730 mm           | 2,630 mm            | 2,740 mm                |
| 全高         | 4,182 mm         | 4,240 mm           | 3,613 mm            | 3,852 mm                |
| 車両質量     | 30 t             | 30 t               | 21 t                | 22.5 t                  |
| 主電動機     | GE-244A / SE-102 | GE-244A / SE-102   | ‾                   | ‾                       |
| 主電動機出力 | 85kW             | 85kW               | ‾                   | ‾                       |
| 搭載数       | 4基 / 両         | 4基 / 両           | ‾                   | ‾                       |
| 歯車比       | 3.42 (65:19)     | 3.42 (65:19)       | ‾                   | ‾                       |
| 制御装置     | RPC-101          | RPC-101            | ‾                   | ‾                       |
| 台車         | DT10             | TR10               | TR10                | TR10 BW-54-18L          |
| 制動方式     | AVR              | AVR                | AVR                 | AVR                     |
| 製造メーカー | 汽車製造         | 汽車製造           | 梅鉢鉄工所          | 日本車輌製造 服部製作所 |
| 備考         |                  |                    |                     |                         |

- データは各形式における鋼体化改造直前のものである[9]。

鋼体化改造後
|              | モハ131形          | クハ1214形         | クハ1213形         | モハ133形          | クハ1216形         | クハ1205形         | クハ1207形         | クハ1208形         | クハ1212形         |
| 車番         | 131・132           | 1214・1215         | 1213・1218 - 1222  | 133・134           | 1216・1217         | 1205・1206         | 1207               | 1208               | 1212               |
| 車両定員     | 112人 （座席52人） | 112人 （座席52人） | 112人 （座席52人） | 110人 （座席60人） | 110人 （座席60人） | 112人 （座席44人） | 112人 （座席44人） | 112人 （座席44人） | 109人 （座席52人） |
| 全長         | 15,890 mm          | 15,890 mm          | 15,710 mm          | 16,095 mm          | 16,095 mm          | 16,820 mm          | 16,950 mm          | 16,820 mm          | 16,125 mm          |
| 全幅         | 2,740 mm           | 2,740 mm           | 2,740 mm           | 2,740 mm           | 2,740 mm           | 2,740 mm           | 2,740 mm           | 2,715 mm           | 2,735 mm           |
| 全高         | 4,220 mm           | 3,957 mm           | 3,917 mm           | 4,240 mm           | 3,940 mm           | 3,885 mm           | 3,875 mm           | 3,852 mm           | 3,884 mm           |
| 車両質量     | 35.2 t             | 26.1 t             | 24.5 t             | 34 t               | 23 t               | 23.1 t             | 26.5 t             | 23.5 t             | 22.8 t             |
| 主電動機     | MT15E              | ‾                  | ‾                  | MT4                | ‾                  | ‾                  | ‾                  | ‾                  | ‾                  |
| 主電動機出力 | 104kW              | ‾                  | ‾                  | 85kW               | ‾                  | ‾                  | ‾                  | ‾                  | ‾                  |
| 搭載数       | 4基 / 両           | ‾                  | ‾                  | 4基 / 両           | ‾                  | ‾                  | ‾                  | ‾                  | ‾                  |
| 歯車比       | 2.52 (63:25)       | ‾                  | ‾                  | 3.42 (65:19)       | ‾                  | ‾                  | ‾                  | ‾                  | ‾                  |
| 制御装置     | CS5 / CS9          | ‾                  | ‾                  | HL                 | ‾                  | ‾                  | ‾                  | ‾                  | ‾                  |
| 台車         | FS40               | FS40               | FS40               | DT10               | TR11               | TR11               | TR11A              | TR11A              | TR11A              |
| 制動方式     | HRD                | HRD                | HRD                | AMM                | ACM                | AVR                | ACA                | ACA                | ACA                |
| 備考         | [ 注釈 9 ]         | [ 注釈 10 ]        |                    |                    |                    |                    |                    |                    |                    |

- データは各形式における最晩年のものである[1][22][32]。